# Ҹ
La Che con trazo vertical (Ҹ ҹ; cursiva: Ҹ ҹ) es una letra de la escritura cirílica. Su forma se deriva de la letra che (Ч ч Ч ч).
Se utiliza en el alfabeto del idioma azerí y altái, donde representa a la africada postalveolar sonora /d͡ʒ/, como la pronunciación de ⟨j⟩ en "jump". La letra correspondiente en el alfabeto latino es ⟨C c⟩. En altái], representa 
la africada alveopalatal sonora /dʑ/.
El che con trazo vertical corresponde en otros alfabetos cirílicos al dígrafo ⟨дж⟩ o ⟨чж⟩, o a las letras che con descendiente (Ҷ ҷ), dzhe (Џ џ), che jakasia (Ӌ ӌ), zhe con breve (Ӂ ӂ), zhe con diéresis (Ӝ ӝ), o zhje (Җ җ).
Desde 1958 hasta 1991, se usó en el alfabeto azerbaiyano para representar /d͡ʒ/; en este alfabeto se encuentra en el nombre de Azerbaiyán: «Азәрбайҹан». El alfabeto cirílico azerbaiyano y ⟨ҹ⟩ se siguen utilizando para escribir azerbaiyano en Daguestán.

## Códigos informáticos
| Carácter      | Ҹ                                               | Ҹ                                               | ҹ                                               | ҹ                                               |
| ------------- | ----------------------------------------------- | ----------------------------------------------- | ----------------------------------------------- | ----------------------------------------------- |
| Unicode       | LETRA MAYÚSCULA CIRÍLICA CHE CON TRAZO VERTICAL | LETRA MAYÚSCULA CIRÍLICA CHE CON TRAZO VERTICAL | LETRA MINÚSCULA CIRÍLICA CHE CON TRAZO VERTICAL | LETRA MINÚSCULA CIRÍLICA CHE CON TRAZO VERTICAL |
| Codificación  | decimal                                         | hex                                             | decimal                                         | hex                                             |
| Unicode       | 1208                                            | U+04B8                                          | 1209                                            | U+04B9                                          |
| UTF-8         | 210 184                                         | D2 B8                                           | 210 185                                         | D2 B9                                           |
| Ref. numérica | &#1208;                                         | &#x4B8;                                         | &#1209;                                         | &#x4B9;                                         |